# Liga Europeia de Hóquei em Patins de 2000–01
A Liga Europeia de 2000–01 foi a 36ª edição da Liga Europeia organizada pelo CERH. 

## Equipas da Liga Europeia 2000/01
As equipas classificadas são: 
| Fase             | Equipas       | Equipas          | Equipas        | Equipas         |
| ---------------- | ------------- | ---------------- | -------------- | --------------- |
| 1.ª Eliminatória | FC Barcelona  | Liceo da Coruña  | Igualada HC    | FC Porto        |
| 1.ª Eliminatória | OC Barcelos   | SL Benfica       | Hockey Novara  | Hockey Prato    |
| 1.ª Eliminatória | Genève RHC    | RSC Uttigen      | SC Thunerstern | SCRA Saint-Omer |
| 1.ª Eliminatória | HC Quévert    | Herne Bay United |                |                 |
|                  |               |                  |                |                 |
| Pré-eliminatória | Reus Deportiu | Hockey Bassano   | Vaulx-en-Velin | RHC Dornbirn    |

## Pré-Eliminatória
| Visitado     | Resultado | Visitante     | 1ª Mão | 2ª Mão |
| Bassano      | 25-5      | Vaulx         | 11-2   | 14-3   |
| RHC Dornbirn | 1-31      | Réus Deportiu | 1-14   | 0-17   |

## 1ª Eliminatória
| Visitado      | Resultado | Visitante       | 1ª Mão | 2ª Mão |
| FC Porto      | 26-4      | Herne Bay       | 13-2   | 14-2   |
| Quevert       | 5-15      | OC Barcelos     | 2-6    | 3-9    |
| Réus Deportiu | 3-5       | FC Barcelona    | 0-0    | 3-5    |
| Bassano       | 5-13      | Novara          | 0-5    | 5-8    |
| Igualada      | 9-4       | Hockey Prato    | 6-3    | 3-1    |
| RSC Uttigen   | 5-16      | SC Thunerstern  | 1-8    | 4-8    |
| Genéve RHC    | 4-15      | SL Benfica      | 2-7    | 2-8    |
| St Omer       | 1-18      | HC Liceo Coruña | 0-12   | 1-6    |

## Fase de Grupos

### Grupo A
| Equipe      | Pts | J | V | E | D | GM | GS | DG |
| ----------- | --- | - | - | - | - | -- | -- | -- |
| OC Barcelos | 8   | 6 | 4 | 0 | 2 | 21 | 17 | 4  |
| SL Benfica  | 6   | 6 | 2 | 2 | 2 | 22 | 23 | -1 |
| Igualada    | 5   | 6 | 2 | 1 | 3 | 16 | 13 | 3  |
| FC Porto    | 5   | 6 | 2 | 1 | 3 | 19 | 25 | -6 |

|             | BAR | BEN | IGUA | POR |
| ----------- | --- | --- | ---- | --- |
| OC Barcelos |     | 4-1 | 2-0  | 4-1 |
| SL Benfica  | 4-7 |     | 2-0  | 7-4 |
| Igualada    | 7-1 | 3-3 |      | 6-2 |
| FC Porto    | 4-3 | 5-5 | 3-0  |     |

### Grupo B
| Equipe          | Pts | J | V | E | D | GM | GS | DG  |
| --------------- | --- | - | - | - | - | -- | -- | --- |
| HC Liceo Coruña | 9   | 6 | 3 | 3 | 0 | 28 | 16 | 12  |
| FC Barcelona    | 8   | 6 | 3 | 2 | 1 | 30 | 7  | 23  |
| Novara          | 7   | 6 | 3 | 1 | 2 | 22 | 17 | 5   |
| SC Thunerstern  | 0   | 6 | 0 | 0 | 6 | 10 | 50 | -40 |

|                 | LIC | BAR  | NOV | THU  |
| --------------- | --- | ---- | --- | ---- |
| HC Liceo Coruña |     | 3-3  | 2-2 | 11-3 |
| FC Barcelona    | 2-2 |      | 5-1 | 10-0 |
| Novara          | 3-6 | 1-0  |     | 9-1  |
| SC Thunerstern  | 3-4 | 0-10 | 3-6 |      |

## Final a Quatro
A Final a Quatro da Liga Europeia de 2000/01 foi disputada nos dias 28 de Abril e 29 de Abril de 2001, em Sevilha, Espanha.  

### Quadro de Jogos
|  | Semifinais      | Semifinais   |         |             | Final           | Final   |  |
|  |                 |              |         |             |                 |         |  |
|  | 28 de Abril     |              |         |             |                 |         |  |
|  | SL Benfica      | 3 (3 GP)     |         |             |                 |         |  |
|  | HC Liceo Coruña | 3 (4 GP)     |         |             |                 |         |  |
|  |                 |              |         |             |                 |         |  |
|  |                 |              |         |             | 29 de Abril     |         |  |
|  |                 |              |         |             | HC Liceo Coruña | 1 (2 P) |  |
|  |                 | FC Barcelona | 1 (4 P) |             |                 |         |  |
|  |                 |              |         |             |                 |         |  |
|  |                 |              |         |             |                 |         |  |
|  |                 |              |         |             | Terceiro lugar  |         |  |
|  | 28 de Abril     | 28 de Abril  |         | 29 de Abril | 29 de Abril     |         |  |
|  | OC Barcelos     | 3 (5 GP)     |         | SL Benfica  | 2               |         |  |
|  | FC Barcelona    | 3 (6 GP)     |         |             | OC Barcelos     | 6       |  |

| Vencedores Liga Europeia 00–01 |
| ------------------------------ |
|                                |
| FC BARCELONA (14º título)      |

## Ligações Externas
- CERH website

### Internacional
- Ligações para todos os sítios de hóquei
- Mundook- Sítio com notícias de todo o mundo do hóquei
- Hoqueipatins.com - Sítio com todos os resultados de Hóquei em Patins